# میناموتو نو میتسوناکا
میناموتو نو میتسوناکا (به ژاپنی: 源 満仲 Minamoto no Mitsunaka); ۲۹ آوریل ۰۹۱۲ – ۶ اکتبر ۰۹۹۷) متعلق به خاندان سیوا گنجی پسر میناموتو نو تسونه‌موتو رهبر و بنیان‌گذار خاندان میناموتو سامورایی در دوره هی‌آن اهل ژاپن بود.